# Barbus tetrastigma
Barbus tetrastigma är en fiskart som beskrevs av Boulenger, 1913. Barbus tetrastigma ingår i släktet Barbus och familjen karpfiskar. IUCN kategoriserar arten globalt som otillräckligt studerad. Inga underarter finns listade.